# Ліра Моченіго
Ліра Моченіго (італ. Lira Mocenigo) — срібна монета номіналом в одну венеційську ліру, що почала карбуватись у Венеційській республіці за часів дожа П'єтро Моченіго (1474-1476) і продовжувала випускатись до 1575 року.

## Опис
Вага монети складала 6,52 г срібла 948 проби при вмісті 6,18 г чистого срібла. На аверсі монети було зображено фігуру дожа, ща на колінях приймає штандарт від апостола Марка, на реверсі — зображення статуї Ісуса Христа на п'єдесталі.

## Історія

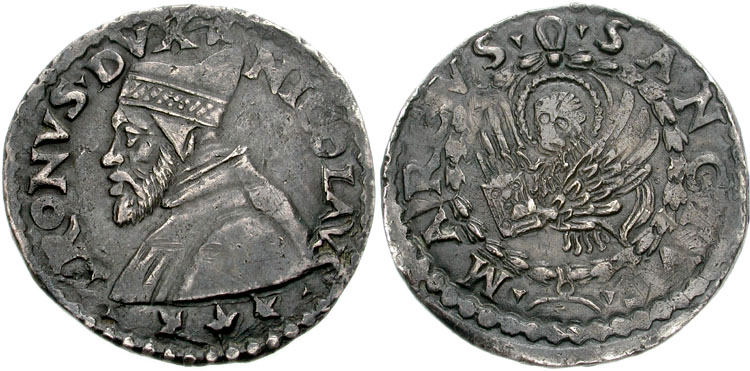
Попередниця моченіго — ліра Трон

Як грошова облікова одиниця ліра (фунт) використовувалась в італійських державах з 953 року. Вперше як реальна монета викарбувана в 1472 у Венеції під час правління дожа Ніколо Троно, яка за іменем дожа отримала назву «ліра Трон». Монета важила 6,52 г. срібла 948 проби і містила 6,18 г чистого срібла. Аверс містив зображення дожа, а реверс — венеційського лева. Зображення дожа на монеті викликало аналогії з монархією та невдоволення у республіканських колах. Після смерті Ніколо Троно в 1473 випуск портретних срібних монет припинений.
За правління дожа П'єтро Моченіго (1474—1476) знову налагоджений випуск срібних лір. Вагові характеристики нової монети, що отримала назву «ліра Моченіго» були ідентичні лірі Трон. На відміну від своєї попередниці ліра Моченіго містила зображення уклінного перед апостолом Марком дожа на аверсі та статуї Ісуса Христа на реверсі. Номінальна вартість з часом зростала. Спочатку ліра еквівалентна 20 сольдо, в 1518 за неї давали 21, а в 1524 — 24 сольдо.
Карбування венеційської ліри Моченіго тривало до 1575. Монети, схожі на неї і з такою ж назвою карбувались в Мантуї та Модені.
Під час карбування ліри Моченіго найпоширенішою срібною монетою в італійських державах була в 1,5 раза більша за венеційську ліру монета типу міланського тестона, що почала карбуватись з 1474 року і при вазі 9,65 г. містила 9,28 г. чистого срібла.